# Anolis planiceps
Anolis planiceps (золотистолускатий аноліс) — вид ігуаноподібних ящірок родини анолісових (Dactyloidae). Мешкає в Південній Америці.

## Поширення і екологія
Золотистолускаті аноліси мешкають у Венесуелі, зокрема на острові Маргарита, в Гаяні, північно-західній Бразилії (Амазонас, Рорайма) та на острові Тринідад. Вони живуть у вологих тропічних лісах на рівнинах і в передгір'ях. Зустрічаються на висоті від 40 до 1800 м над рівнем моря. Відкладають яйця.